# Abborrtjärnen (Graninge socken, Ångermanland, 697686-156587)
Abborrtjärnen är en sjö i Sollefteå kommun i Ångermanland och ingår i Indalsälvens huvudavrinningsområde.